# The Railway Children
The Railway Children is een Britse familie-dramafilm uit 1970, geregisseerd door Lionel Jeffries en gebaseerd op de gelijknamige roman uit 1906 van E. Nesbit. De hoofdrollen worden vertolkt door Jenny Agutter, Sally Thomsett, Gary Warren, Dinah Sheridan en Bernard Cribbins.

## Verhaal
Het is 1905 en de Waterburys zijn een welvarende familie die in een luxe villa in de buitenwijken van Londen woont. Charles Waterbury, de vader werkt op het ministerie van Buitenlandse Zaken. De dag na Kerstmis wordt hij gearresteerd op verdenking van spionage. Dit wordt door zijn vrouw voor de rest van de familie verborgen gehouden. Het gezin raakt verarmd en wordt gedwongen te verhuizen naar Three Chimneys in Yorkshire, vlak bij het treinstation van Oakworth. Als ze aankomen, vinden ze het huis in een puinhoop en geteisterd door ratten. De drie kinderen, Roberta (bekend onder haar bijnaam Bobbie), Phyllis en Peter, vinden het leuk om naar de treinen op de nabijgelegen spoorlijn te kijken en naar de passagiers te zwaaien. Ze raken bevriend met Albert Perks, de stationsportier en met een oudere heer die regelmatig de trein van 9.15 uur neemt. Om de eindjes aan elkaar te knopen, werkt hun moeder als schrijfster en geeft ze ook thuisonderwijs aan de kinderen.

## Rolverdeling
| Acteur           | Personage                  |
| ---------------- | -------------------------- |
| Jenny Agutter    | Roberta 'Bobbie' Waterbury |
| Sally Thomsett   | Phyllis Waterbury          |
| Gary Warren      | Peter Waterbury            |
| Dinah Sheridan   | Mevrouw Waterbury          |
| Bernard Cribbins | Albert Perks               |
| William Mervyn   | De oude heer               |
| Iain Cuthbertson | Charles Waterbury          |
| Peter Bromilow   | Dokter Forrest             |

## Ontvangst
Op Rotten Tomatoes heeft The Railway Children een waarde van 100% en een gemiddelde score van 8,30/10, gebaseerd op 15 recensies.

## Prijzen en nominaties
| Jaar | Prijs       | Categorie                                                   | Genomineerde(n)  | Uitslag     |
| ---- | ----------- | ----------------------------------------------------------- | ---------------- | ----------- |
| 1971 | BAFTA Award | Beste mannelijke bijrol                                     | Bernard Cribbins | Genomineerd |
| 1971 | BAFTA Award | Beste originele muziek                                      | Johnny Douglas   | Genomineerd |
| 1971 | BAFTA Award | Meest veelbelovende nieuwkomer in toonaangevende filmrollen | Sally Thomsett   | Genomineerd |